# Interruptor molecular
Un interruptor molecular es una molécula que puede ser revertida entre dos o más estados estables. Las moléculas pueden alternar entre dos estados en respuesta a cambios en, por ejemplo, el pH, la luz, la temperatura, una corriente eléctrica, el micro-contexto, o por la presencia de un ligando. En algunos casos, se emplea una combinación de estímulos para generar estados análogos a encendido y apagado.
En la actualidad, los interruptores moleculares sintéticos son de interés en el campo de la nanotecnología para su aplicación en ordenadores moleculares. Los interruptores moleculares son también importantes en biología pues muchas funciones biológicas están basada en ellos, por ejemplo, la regulación alostérica y la visión. 

## Historia
El primer interruptor molecular se le atribuye a James Tour y Mark Reed. Alrededor del día de Acción de Gracias de 1998 la estudiante de Reed en la Universidad de Yale, Jia Chen, vertió una solución de etinilfenil sobre un substrato poroso de nitruro y óxido de silicio soportado en una superficie de oro. Posteriormente generó una capa superior de oro por evaporación y conectó el sistema a un analizador de parámetros de semiconductores.
Al realizar las mediciones, los científicos observaron un comportamiento que asemejaba al de un interruptor con estados alternados de presencia y ausencia de corriente eléctrica entre los electrodos de oro. Los reveladores resultados fueron publicados al año siguiente, en noviembre de 1999, por la revista Science.

## Moléculas fotocrómicas
Una de las clases de materiales más ampliamente estudiadas en el campo de los interruptores moleculares corresponde a la de los compuestos fotocrómicos, que son capaces de cambiar entre dos o más estados electrónicos al ser irradiados por luz de una longitud de onda específica. Cada estado presenta un máximo de absorción específico que puede ser determinado mediante espectroscopía UV-Visible.
Compuestos de esta clase incluyen a los azobencenos, diariletenos, ditieniletenos, estilbenos, espiropiranos, el quitopticeno, roxatanes y algunos derivados de las quinonas.

## Interruptores moleculares fotocrómicos
La diferencia entre las propiedades ópticas entre dos estados de una molécula fotocrómica puede ocasionarse por cambios en: estructura geométrica, potenciales redox, índice de refracción, constante dieléctrica, entre otros. Todos ellos son el resultado de transformaciones químicas reversibles y unimoleculares. Este comportamiento fotocrómico de moléculas orgánicas puede ser utilizado para la construcción de interruptores moleculares. Principalmente se han estudiado dos casos particulares: la fotoisomerización y la fotociclación.

### Fotoisomerizacióncis-trans
El fenómeno de la fotoisomerización cis-trans ocurre cuando se irradia una molécula con un doble enlace con luz a determinada longitud de onda, comúnmente UV, y se observa una conversión del isómero trans al cis, o viceversa. Uno de los compuestos que ha sido fundamental en el desarrollo de los interruptores moleculares es el azobenceno. G. S. Hartley descubrió el isómero cis-azobenceno mientras estudiaba cristalografía en 1937.
El isómero trans del azobenceno no sustituido absorbe a 313 nm y el cis a 436 nm, en ambos casos debido a la transición π-π* en –N=N–. Sin embargo, la velocidad de fotoisomerización es muy lenta y el isómero cis poco estable.

Fotoisomerización del azobenceno.

### FotoisomerizaciónR-S
El uso de luz para controlar la quiralidad de una molécula en forma reversible puede ser aplicado en elementos de memoria molecular para el almacenamiento y procesamiento óptico de datos. Como su nombre lo indica, esta clase de interruptores se presentan entre pares enatioméricos. Por las características de absorción de los enantiómeros, a menos que se use una fuente de luz quiral (luz polarizada circularmente), se produce una mezcla racémica.

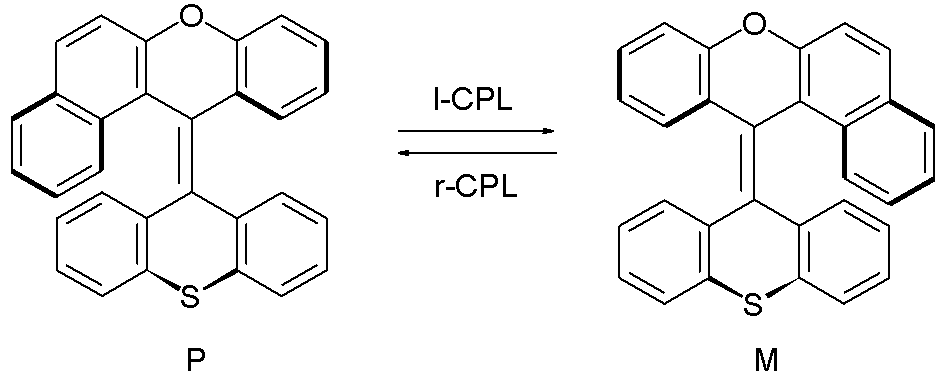
Alqueno impedido como interruptor molecular. Interconversión entre los enantiómeros R (P) y S (M) bajo luz polarizada circularmente (l-CPL/r-CPL) a 313 nm.

### Fotociclación
Los interruptores moleculares derivados de esta reacción se obtienen por la interconversión entre dos estructuras. La primera se deriva de la formación de un enlace simple que genera un anillo de carbonos o un heterociclo. La segunda, corresponde a la ruptura de ese mismo enlace.
Los diariletenos, por ejemplo, presentan propiedades fotocrómicas bien definidas, pueden alternar sus estados varias veces y son química y térmicamente estables. Sus dos estados corresponden a una forma abierta y a una cerrada o ciclada. La reacción de ciclación está propiciada por luz UV mientras que la de apertura del anillo por radiación en el espectro visible.

Este ditienileteno cambia su estructura de la forma abierta (incolora) a la forma cerrada (coloreada) en presencia de radiación UV

## Interruptores moleculares electroquímicos

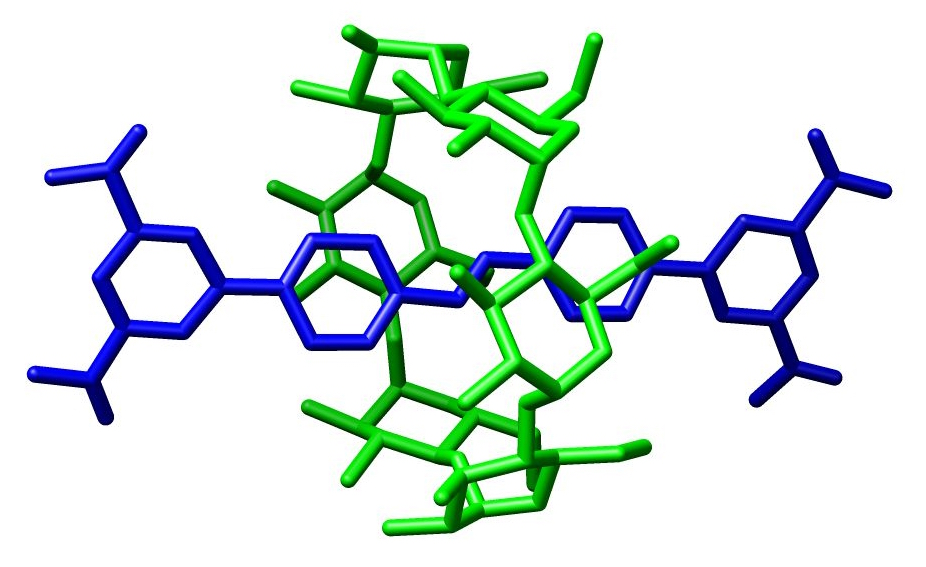
Rotaxano. El macrociclo (verde) puede moverse a lo largo de la estructura lineal (azul). Su posición corresponde a los estados alternos de encendido o apagado.

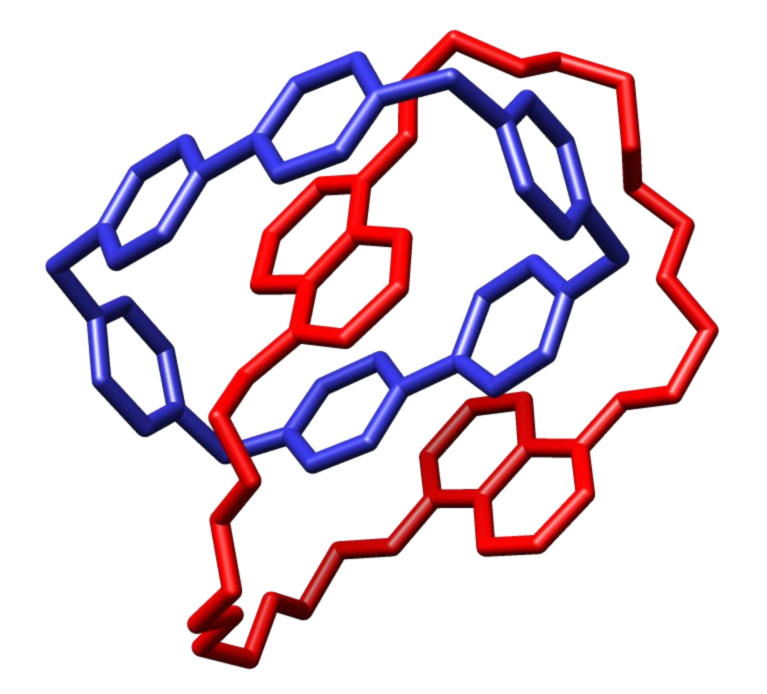
Catenano. La posición de los macrociclos corresponde a los estados alternos de encendido o apagado.

El uso de una corriente eléctrica o potencial como estímulos que activen un interruptor molecular, no ha sido tan profundamente estudiado como el caso anterior. Para que una molécula responda a estímulos electroquímicos debe contener grupos funcionales electrón-atrayentes y electrón-donadores que faciliten un proceso redox intramolecular.
Dos de los sistemas más relevantes, son los formados por rotaxanos y catenanos. Los rotaxanos presentan un movimiento lateral y los catenanos uno de rotación. En ambos casos es posible manipular el comportamiento y la posición de sus estructuras mediante la aplicación de un potencial que induzca el proceso redox. También es posible controlar la reducción-oxidación con el uso de ácidos y bases como un control netamente químico, lo que se aprecia en la siguiente animación.

## Aplicaciones
Los interruptores moleculares de tipo fotoquímicos E/Z ha sido usados para convertir la energía luminosa en movimiento mecánico a nivel molecular. El movimiento inducido en la molécula se ve reflejado en un cambio conformaciones perramente o transitorio de la misma molécula. Cualquier propiedad relacionada con la estructura de los compuestos de la molécula pueden ser controlados mediante un interruptor molecular mediante la unión a una estructura aún más compleja. 
Los interruptores fotoquímicos en uniones químicas con biomoléculas, pueden ser utilizados como instrumento de diagnóstico en combinación con la luz. 
El uso potencial de esta tecnología ha sido usada para controlar procesos fisiológicos en organismos vivos para activar o modificar enzimas o para regular su actividad biológica.